# Kunimitsu Takahashi
Kunimitsu Takahashi (Shinjitai: 高橋 国光 Takahashi Kunimitsu?) (: 高橋 国光, ), (Tokio, 29 de enero de 1940 - 16 de marzo de 2022) fue un piloto de motociclismo y automovilismo japonés. Es considerado el creador del drifting.[cita requerida] Fue presidente de la GT-Association, los organizadores de la serie Super GT (1993-2007).

## Biografía

### Motociclismo
En la temporada de carreras de motociclismo del Grand Prix de 1961, Takahashi se convirtió en el primer piloto japonés en ganar un Gran Premio de motociclismo montando un Honda (250cc) en la victoria en Hockenheim. Sus mejores resultados fueron un cuarto lugar en el campeonato mundial de motociclismo de 250cc de 1961 y un cuarto lugar en el campeonato mundial de motociclismo de 125cc de 1962, ambas temporadas con Honda. Resultó gravemente herido en el Gran Premio de motociclismo de la isla de Man TT de 1962, y se pasó a las carreras de automóviles en 1965. Ganó cuatro Grandes Premios en su carrera de motociclismo.

### Automóviles
Participó en una carrera de Fórmula 1, el Gran Premio de Japón de 1977, el 23 de octubre de 1977, pilotando un Tyrrell privado. Este fue de hecho el mismo monoplaza que Kazuyoshi Hoshino usó en el Gran Premio de Japón de 1976. Takahashi terminó 9.º en su única participación en un Gran Premio, por lo que no consiguió puntos de campeonato. Desde 1987 hasta 1992, compitió en el campeonato de Fórmula 3000 Japonesa. También compitió en ocho ediciones de las 24 Horas de Le Mans entre 1986 y 1996. En las 24 Horas de 1995, su equipo compitió con un Honda NSX, ganando la clase GT2 y terminando octavo en la general.

## Resultados

### Campeonato del Mundo de Motociclismo
Sistema de puntuación desde 1950 hasta 1968:
| Posición | 1.º | 2.º | 3.º | 4.º | 5.º | 6.º |
| Puntos   | 8   | 6   | 4   | 3   | 2   | 1   |

(Carreras en negrita indica pole position; carreras en cursiva indica vuelta rápida)
| Año  | Cat.  | Moto  | 1       | 2       | 3      | 4      | 5     | 6     | 7     | 8     | 9     | 10    | 11    | 12     | Pts. | Pos. |
| ---- | ----- | ----- | ------- | ------- | ------ | ------ | ----- | ----- | ----- | ----- | ----- | ----- | ----- | ------ | ---- | ---- |
| 1960 | 125cc | Honda | IOM -   | NED -   | BEL -  |        | ULS - | NAT 6 |       |       |       |       |       |        | 1    | 10.º |
| 1960 | 250cc | Honda | IOM -   | NED -   | BEL -  | GER 6  | ULS 5 | NAT 4 |       |       |       |       |       |        | 6    | 7.º  |
| 1961 | 125cc | Honda | ESP -   | GER 6   | FRA 6  | IOM -  | NED - | BEL - | RDA 3 | ULS 1 | NAT - | SWE 2 | ARG 3 |        | 24   | 5.º  |
| 1961 | 250cc | Honda | ESP DNQ | GER 1   | FRA 3  | IOM 4  | NED - | BEL - | RDA 3 | ULS 6 | NAT - | SWE 3 | ARG 2 |        | 29   | 4.º  |
| 1962 | 50cc  | Honda | ESP 6   | FRA 2   | IOM -  | NED -  | BEL - | GER   |       | RDA - | NAT - | FIN - | ARG - |        | 7    | 9.º  |
| 1962 | 125cc | Honda | ESP 1   | FRA 1   | IOM NC | NED -  | BEL - | GER - | ULS - | RDA - | NAT - | FIN - | ARG - |        | 16   | 4.º  |
| 1963 | 50cc  | Honda | ESP -   | GER -   | FRA -  | IOM -  | NED - | BEL - |       |       | FIN - |       | ARG - | JPN 11 | 0    | -    |
| 1963 | 125cc | Honda | ESP 3   | GER 5   | FRA 3  | IOM 8  | NED 5 | BEL - | ULS 5 | RDA - | FIN - | NAT 3 | ARG - | JPN -  | 14   | 7.º  |
| 1963 | 250cc | Honda | ESP 4   | GER NC  |        | IOM NC | NED - | BEL 6 | ULS 4 | RDA - |       | NAT - | ARG - | JPN -  | 7    | 9.º  |
| 1964 | 50cc  | Honda | USA -   | ESP Ret | FRA -  | IOM -  | NED - | BEL - | GER - |       |       | FIN - |       | JPN -  | 0    | -    |
| 1964 | 125cc | Honda | USA -   | ESP -   | FRA 4  | IOM -  | NED - |       | GER - | RDA - | ULS - | FIN - | NAT - | JPN -  | 3    | 14.º |

### Fórmula 1
(Clave) (negrita indica pole position) (cursiva indica vuelta rápida)

| Año         | Escudería            | 1   | 2   | 3   | 4   | 5   | 6   | 7   | 8   | 9   | 10  | 11  | 12  | 13  | 14  | 15  | 16  | 17    | Pos. | Pts. |
| ----------- | -------------------- | --- | --- | --- | --- | --- | --- | --- | --- | --- | --- | --- | --- | --- | --- | --- | --- | ----- | ---- | ---- |
| 1977        | Meiritsu Racing Team | ARG | BRA | RSA | USW | ESP | MON | BEL | SWE | FRA | GBR | GER | AUT | NED | ITA | USA | CAN | JPN 9 | NC   | 0    |
| Referencia: |                      |     |     |     |     |     |     |     |     |     |     |     |     |     |     |     |     |       |      |      |